# Euhesma flavocuneata
Euhesma flavocuneata är en biart som först beskrevs av Cockerell 1915.  Euhesma flavocuneata ingår i släktet Euhesma och familjen korttungebin. Inga underarter finns listade i Catalogue of Life.